# Mont Foraker
El Mont Foraker és una muntanya de 5.304 msnm que es troba a la serralada d'Alaska, dins el Parc Nacional de Denali, a 23 km al sud-oest del Mont McKinley. És la segona muntanya més alta de la serralada i la quarta dels Estats Units d'Amèrica. S'eleva gairebé directament sobre el campament base del mont McKinley, en una branca de la glacera Kahiltna, prop del mont Hunter, a la serralada d'Alaska.
El cim nord fou escalat per primera vegada el 6 d'agost de 1934 per C.S. Houston, T.G. Brown i Chychele Waterston, mentre que el cim sud ho fou quatre dies més tard per la cara oest.

## Etimologia
El nom li fou donat el 1899 per J.S. Herron, en honor de Joseph B. Foraker, senador estatunidenc d'Ohio.
Aquesta muntanya, junt amb el veí mont McKinley foren anomenats Bolshaya Gora, o gran muntanya pels russos. Els indis tanaina, de la vall del riu Susitna, i els indis Tanana del nord li donaren a aquest cim el mateix nom (Denali) que pel Mont McKinley, ja que sembla que el nom no era aplicat a un cim en particular sinó al conjunt del massís on es troba el mont McKinley. Els indis Tanana, a la zona de Lake Minchumina, tenien una visió diferent de la muntanya, en veure-la de costat, per la qual cosa donaren noms diferents a cadascun dels cims. Segons el reverend Hudson Stuck, aquests indis tenien dos noms per al mont Foraker: Sultana, que significa "la dona", i Menlale, que significa "dona de Denali", sent Denali el mont McKinley.

## Principals ascensions
- 1934 West Ridge. Primer ascens del mont Foraker per Charles Houston, T. Graham Brown i Chychele Waterston.[4]
- 1968 Talkeetna Ridge. Primer ascens de la cara sud per Alex Bertulis, Warren Bleser, Hans Baer i Peter Williamson. El cim va ser assolit el 26 de juliol de 1968. 4a ascensió al cim.[5]
- 1974 Southwest Toe of Southeast Ridge. Variació de la cara sud assolit per Peter Reagan, Joe Davidson, Bob Fries, Jim Given, Mark Greenfield, Pippo Lionni, Eric Morgan i Frank Uher.[6]
- 1975 Archangel Ridge. Primera ascensió de cara nord per Gerard i Barbara Roach (primera ascensió d'una dona), Brad Johnson, David Wright, Stewart Krebs i Charles Campbell. El cim fou assolit el 14 de juliol de 1975. Posteriorment fou baixat esquiant.[7]
- 1976 French Ridge. Primera ascensió de la cara sud/sud-est, per Henri Agresti, Jean-Marie Galmiche, Gerard Creton, Herve Thivierge, Isabelle Agresti (tots francesos) i Werner Landry (estatunidenc). El cim fou assolit el 3 i 4 de juny de 1976.[8]
- 1977 Infinite Spur, a la cara sud, per Michael Kennedy i George Lowe. Trigaren sis dis a realitzar l'ascens.[9]
- 1977 Southwest Ridge. Ascensió a càrrec de Nancey Goforth, Erik LeRoy, Chris Liddle i Murray Marvin. El cim fou assolit el 25 de juny de 1977, després de 47 dies al Mount Foraker.[10]
- 1989 Infinite Spur, segona ascensió d'aquesta ruta per Mark Bebie i Jim Nelson (USA). El cim fou assolit el 24 de juny de 1989 després de 13 dies a la muntanya.[11]
- 1990 False Dawn, a la cara sud-est. Primera ascensió per John Phelan (US) i David Sharman (UK). Assoliren el cim el 27 de maig de 1990 després de 5 dies a la muntanya.[12]